# Pastora Soler
Pastora Soler, właściwie María del Pilar Sánchez Luque (ur. 28 września 1978 w Coria del Río, w prowincji Sewilla) – hiszpańska piosenkarka, kompozytorka i autorka tekstów.
Jej kariera rozpoczęła się w 1994, wraz z wydaniem debiutanckiego albumu Nuestras coplas. Dwa lata później na rynek trafił jej drugi album El mundo que soñé. Jednak dopiero trzeci album Fuente de luna, wydany w 1999, przyniósł jej popularność. Płyta odniosła sukces; w Hiszpanii sprzedano ponad 120 tysięcy egzemplarzy. W 2001 opublikowała kolejny album zatytułowany Corazón congelado, który otrzymał certyfikat platynowej płyty. Rok później wydała płytę Deseo, która także zdobyła status platynowej. W 2005 ukazał się jej następny album Pastora Soler, któremu za sprzedaż przyznano certyfikat złotej płyty. Ponadto otrzymał kilka nagród, w tym Premio Cadena Dial 2005 w kategorii Najlepszy album.
W 2007 otrzymała nagrodę Micrófono de Oro, przyznawaną przez Federację Radia i Telewizji. Tego samego roku ukazał się jej siódmy album studyjny Toda mi verdad, dzięki którego sukcesowi w 2008 została laureatką wielu nagród muzycznych m.in. Premio Cadena Dial 2007, Premio del Senado Mujer 2008 czy Premios de la Música, w ramach której otrzymała nagrodę w kategorii Najlepszy album roku.
W 2009 ukazał się jej ósmy album studyjny zatytułowany Bendita locura. Rok później świętowała piętnastolecie działalności artystycznej; z tej okazji wydała album koncertowy 15 años, który otrzymał nagrodę Premios de la Música w kategorii Najlepsza produkcja audiowizualna oraz zdobył nominację do Latin Grammy Awards 2011 w kategorii Najlepszy album flamenco. W 2011 wydała następną płytę pod tytułem Una mujer como yo.
W 2012 otrzymała nagrodę Premio Cadena Dial 2011. W tym samym roku reprezentowała Hiszpanię w 57. Konkursie Piosenki Eurowizji w Baku z piosenką „Quédate conmigo”, zajmując 10. miejsce. Rok później wydała dziesiąty album studyjny pod tytułem Conóceme. W 2017 został wydany jedenasty album artystki – La calma.

## Kariera

### Początki kariery
Już od najmłodszych lat wykazywała się dużą muzykalnością. Gdy miała pięć lat, zaczęła śpiewać na targach w Sewilli, a w wieku ośmiu lat rozpoczęła pierwsze lekcje śpiewu u Adelity Domingo. W tym czasie występowała w Los chavalillos de España, prowadzonej przez Lauren Postigo, gdzie koncertowała wraz z nimi po Andaluzji. W 1986 nagrała swój pierwszy singel „Gracias madre”. Piosenka została wydana jednak dopiero w 1988 na płycie gramofonowej i kasecie, jednocześnie będąc jedynym dziełem piosenkarki wydanym pod jej imieniem i nazwiskiem – Pilar Sánchez.
W 1994 podpisała swój pierwszy kontrakt płytowy z wytwórnią Polygram. Wtedy postanowiła znaleźć dla siebie pseudonim artystyczny, wybierając ostatecznie Pastora Soler. W tym samym roku wydała swój debiutancki album Nuestras coplas. Płyta ta składa się z dziesięciu utworów, z których popularne stały się m.in. „Triniá”, „Capote de grana y oro” czy „Romance de la Reina Mercedes”. Dwa lata później, w 1996, zmieniając swój styl muzyczny na pop, wydała drugi album El mundo que soñé, gdzie kierownictwem muzycznym nad płytą zajął się Eddy Guerin. Był to jej ostatni album wydany z wytwórnią Polygram.

### 1999–2004:Fuente de luna,Corazón congeladoiDeseo
W 1999 podpisała kontrakt z wytwórnią Emi-Odeón, która jeszcze tego samego roku wydała jej trzeci album Fuente de luna. Płyta została utrzymana w stylistyce popu, ale zawierała także elementy muzyki arabskiej. Dzięki temu albumowi, Soler stała się sławna na hiszpańskiej scenie muzycznej, jako obiecująca się piosenkarka młodego pokolenia muzyki pop-flamenco. Za produkcję tej płyty odpowiadał Manuel Ruiz „Queco”, który był na niej autorem m.in. piosenki „Dámelo ya”, która stała się pierwszym znaczącym sukcesem piosenkarki. Ten właśnie utwór został wydany jako pierwszy singel z płyty i, do którego także powstał teledysk, będącym pierwszym teledyskiem w karierze Soler. Piosenka osiągnęła pierwsze miejsca na listach muzycznych nie tylko w Hiszpanii, ale także w Turcji. Album Fuente de luna sprzedał się łącznie w ponad 120 tysięcy egzemplarzach w Hiszpanii. W tym samym roku nagrała nową wersję piosenki „Dámelo ya” w duecie z Tomasito, która została wydana wraz z oryginalną wersją piosenki i remiksem jako maxi singel.
W 2001 został wydany jej kolejny album Corazón congelado. Z płyty pochodzą single m.in. „En mi soledad” i „Corazón congelado”. Ten drugi, czyli tytułowy utwór z albumu został wybrany jako przewodnia piosenka tegorocznej edycji wyścigu Vuelta a España. Z tej okazji, piosenkarka nagrała spot reklamowy, który służył do promocji tego wydarzenia. Z albumu Corazón congelado pochodzi również piosenka „Pa ti, pa ti”, która była soundtrackiem do hiszpańskiego filmu I Love You Baby, z udziałem m.in. Jorga Sanza i Verónicii Forqué. Jeszcze w tym samym roku jej płyta Corazón congelado otrzymała certyfikat platynowej płyty. Również w tym samym roku nagrała piosenkę „Una rosa es una rosa” z Raphaelem, jednym z najważniejszych wokalistów muzyki hiszpańskiej. Utwór znalazł się na najnowszej wówczas płycie Raphaela, Maldito Raphael.
28 października 2002 trafił do sprzedaży jej piąty studyjny album Deseo, który został wyprodukowany przez Carlosa Jeana. W celu promocji albumu wydała jako singel „Guerra fría”, a następnie „Herida”. Ten drugi był grany w klubach na terenie całego kraju w zremiksowanej wersji, która także została wydana. Płyta Deseo sprzedała się w ponad 80 tysiącach egzemplarzy oraz otrzymała status platynowej. Przy tworzeniu albumu piosenkarka współpracowała z wieloma muzykami, m.in. z Noelem Molinem, Johnem Parsonsem, Alfonso Pérezem, Luisem Dulzaidesem, Angie Bao, Paco Ibáñezem, Arturo Soriano i Orquestą Filmadrid.
W 2003 uczestniczyła w projekcie Ellas y Magia. Wydano DVD, na którym znalazły się wykonania najpopularniejszych hiszpańskich piosenkarek, które nagrały hiszpańskie wersje piosenek z filmów Disneya. W projekcie oprócz Soler wzięły udział m.in. Malú, Marta Botía, Marilia Casares, Marta Sánchez, Merche i Lydia. Piosenkarka w projekcie nagrała hiszpańską wersję piosenki „Reflection”, którą Christina Aguilera śpiewała w oryginalnej wersji filmu Mulan.

### 2005–2006: Kontrakt z Warner,Pastora SoleriSus grandes éxitos

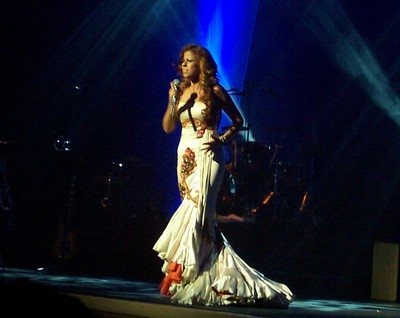
Pastora Soler podczas koncertu, 2006

15 marca 2005 do sprzedaży trafił album Samba pa' ti, którym hiszpańscy artyści oddali hołd klasykom brazylijskiej muzyki. Wokalistka w projekcie nagrała dwie piosenki, „Por qué llorar” oraz „Desafinado” wraz z Aną Belén, Carmen París, Lolitą i Lucrecią. Płyta została nagrana w listopadzie 2004 i wyprodukowana przez Luisa Miguela Fernándeza, Fernanda Illána i Juliego Palaciosa. Wraz z albumem została nagrana również płyta DVD z filmem dokumentalnym pod tytułem Aquarela do Brasil, zawierającym też wypowiedzi wszystkich muzyków uczestniczących w projekcie. DVD zostało zarejestrowane w Madrycie, Walencji, Barcelonie, Salvadorze i Rio de Janeiro.
W tym samym roku, piosenkarka zmieniła wytwórnię i podpisała kontrakt z Warner Music. 26 kwietnia wydała swoją pierwszą płytę z nową wytwórnią, zatytułowaną Pastora Soler. Na albumie znalazło się jedenaście utworów, wśród których oprócz premierowych piosenek można znaleźć utwór „Non credere”, jeden z najbardziej charakterystycznych dzieł z repertuaru Miny oraz piosenkę „La flor de Estambul” z repertuaru Javiera Ruibala. Pastora Soler była nagrywana w Madrycie i Mediolanie od października 2004 do marca 2005. Za produkcję odpowiadał włoski producent Danilo Ballo. Album dotarł do 17. miejsca na liście stu najlepiej sprzedających się albumów w Hiszpanii. Płyta Pastora Soler otrzymała ponadto kilka nagród muzycznych, w tym Premio Cadena Dial 2005 w kategorii Najlepszy album. W celu promocji albumu piosenkarka wydała jako singel utwór „Solo tú”, który pokazuje muzyczną i osobistą dojrzałość artystki.
9 maja 2005 wydała swój pierwszy album kompilacyjny zatytułowany Sus grandes éxitos, który zawierał jej najpopularniejsze piosenki nagrane z wytwórnią EMI. Na płycie znalazło się w sumie dziewiętnaście utworów, w tym „Dámelo ya”, „Corazón congelado”, „Guerra fría” oraz „Herida”, a także kilka remiksów. Z kolei 5 czerwca ukazała się reedycja albumu Davida DeMaríi pod tytułem Barcos de papel, na której znalazła się piosenka „Mi trocito de vida”, którą DeMaría nagrał w duecie z Soler.
18 kwietnia 2006 album Pastora Soler został wydany w specjalnej edycji, która została poszerzona o duety z Davidem DeMaríą, Armando Manzanero i Antonio Martínezem Aresem. Płyta została jeszcze rozszerzona o dodatkowe DVD z trasy koncertowej po całej Hiszpanii, w którą piosenkarka wyruszyła w celu promocji albumu. Trasa zakończyła się 29 września po ponad 58 koncertach. Płyta Pastora Soler otrzymała natomiast certyfikat złotej płyty za sprzedaż w nakładzie ponad 40 tysięcy egzemplarzy.
24 listopada 2006 premierę miała hiszpańska komedia ¿Por qué se frotan las patitas? w reżyserii Álvaro Benigesa, do której Soler nagrała dwie piosenki, „Tu frialdad” w duecie z Raimundo Amadorem oraz „Soy rebelde” w duecie z Indią Martínez.

### 2007–2008: Micrófono de Oro,Toda mi verdadi nagrody muzyczne

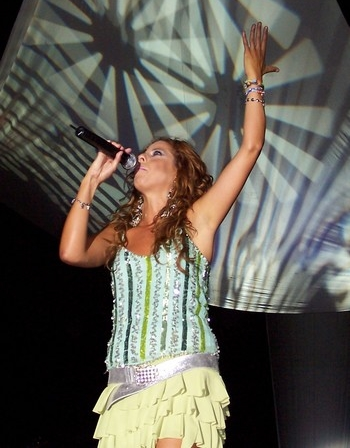
Pastora Soler podczas koncertu w Albacete, 2006

21 kwietnia 2007 w Ponferradzie otrzymała nagrodę Micrófono de Oro, przyznawaną corocznie przez Federację Radia i Telewizji.
5 czerwca wydała swój siódmy album studyjny, zatytułowany Toda mi verdad. Płyta była nagrywana w Tarifie, a za jej produkcję odpowiadał Jacobo Calderón. Wydawnictwo składa się z dziesięciu utworów, skomponowanych głównie przez Antonia Martíneza-Aresa. Po raz pierwszy piosenki na swoją płytę komponowała również sama piosenkarka, z czego tytułowy utwór „Toda mi verdad” został stworzony przez nią samą. Album promowały single „Quién”, „Qué va a ser de mí” i „Por si volvieras”. Wydawnictwo ostatecznie dotarło do 13. miejsca na oficjalnej hiszpańskiej liście sprzedaży.
10 października 2007 uczestniczyła w koncercie z okazji obchodów święta Matki Bożej z Pilar w Saragossie, gdzie na scenie wystąpiła wraz z Antoniem Carmoną. Z kolei 18 grudnia 2007 uczestniczyła wraz z innymi artystami sceny muzyki hiszpańskiej takimi jak David Bustamante, María Villalón i Diego Martín, w koncercie organizowanym corocznie przez radio Cadena Dial z okazji świąt Bożego Narodzenia.
W 2008 Pastora Soler została laureatką licznych nagród m.in. Premio Cadena Dial 2007, Premio del Senado Mujer 2008 czy Premios de la Música, gdzie piosenkarka otrzymała nagrodę za Najlepszy album roku. W tym samym roku dużo koncertowała poza granicami Hiszpanii, m.in. odbyła kilka koncertów w Egipcie, gdzie w Kairze cieszyła się bardzo dobrym odbiorem publiczności.

### 2009–2010:Bendita locura,Mi primer oléi15 años
7 lutego 2009 premierę miał singel „Bendita locura”, będący pierwszym z jej ósmego albumu o tym samym tytule. Piosenka została skomponowana przez Esmeraldę Grao. Ponadto utwór znalazł się na 34. miejscu na oficjalnej liście pięćdziesięciu najlepiej sprzedających się singli w Hiszpanii. 21 kwietnia natomiast odbyła się premiera jej ósmego albumu Bendita locura, który był nagrywany w Madrycie, a za jego produkcję odpowiadał Pablo Pinilla. Na płycie znalazło się trzynaście kompozycji, w tym piosenka „Esta vez quiero ser yo”, nagrana w duecie z Manuelem Carrasco. Autorami utworów na albumie byli m.in. David DeMaría, Martínez Ares, Esmeralda Grao, Vanesa Martín, David Santiesteban, José Abraham czy Alejandro Sanz. Na płycie znalazł się również utwór „Volver a Sevilla”, poświęcony Sewilli, która jest bardzo ważnym miastem w życiu Pastory Soler, a „Corazón bandolero” to jedyna piosenka na albumie skomponowana przez samą piosenkarkę. Wydawnictwo Bendita locura ostatecznie dotarło do 8. miejsca na oficjalnej hiszpańskiej liście sprzedaży. W celu promocji albumu wiosną i latem koncertowała po całej Hiszpanii, z czego większość koncertów odbywała się głównie w teatrach.

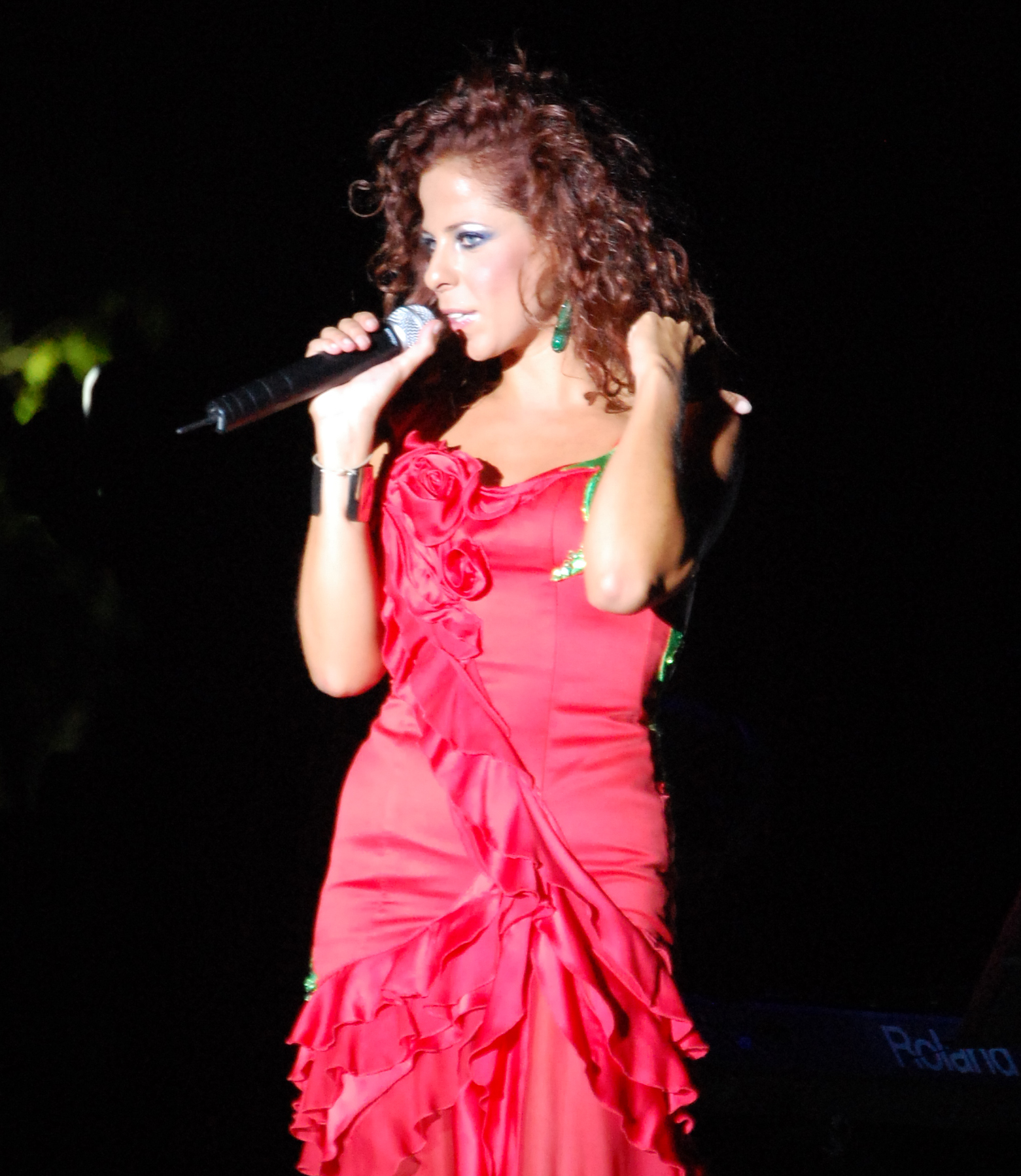
Pastora Soler podczas koncertu, 2009

W lipcu 2009 utwór „Esta vez quiero ser yo” został wydany jako drugi singel z albumu. Teledysk do piosenki został nakręcony w Madrycie, a wyreżyserował go Daniel Etura. Cztery miesiące później wzięła udział w koncercie Artistas por la paz, poświęconemu Światowemu Marszowi na rzecz Pokoju i Nieagresji. W grudniu tego samego roku wraz Davidem DeMaríą wystąpiła w reklamie kanału Canal Sur, do której nagrali też swoją wersję piosenki „Navidad en Canal Sur”.
W styczniu 2010 nagrała piosenkę „Limosna de amores” w duecie z Lolitą, którą ta wydała na swoim albumie De Lolita a Lola. W lutym tego samego roku uczestniczyła w nagrywaniu płyty Andalucía por la humanidad, której dochód ze sprzedaży został przeznaczony na pomoc ofiarom trzęsienia ziemi na Haiti. Na albumie znalazł się utwór „Volver a Sevilla” z poprzedniej płyty Soler Bendita locura oraz nowa wersja hymnu Andaluzji („Himno de Andalucía”), którą piosenkarka nagrała specjalnie na tę okazję wraz z Davidem DeMaríą i Vanesą Martín.
W kwietniu została zaproszona jako jedna z artystów, by uczcić setną rocznicę Gran Vía. Na uroczystości upamiętniającej to wydarzenie zaśpiewała cztery piosenki: „El lerele”, „Limosna de amores”, „Triniá” i „Romance de la Reina Mercedes”. W czerwcu tego samego roku ogłoszono, że Soler poprowadzi nowy program talent show dla dzieci, Mi primer olé na kanale Canal Sur. W rezultacie program prowadzony przez piosenkarkę osiągnął 12,9% udziału w rynku i 229 tysięcy średniej oglądalności.
7 września z okazji piętnastolecia swojej działalności artystycznej wydała album koncertowy 15 años, który zawierał nagrania na żywo, zarejestrowane 5 i 6 maja 2009 w teatrze Lope de Vega w Sewilli. Na płycie znalazły się najbardziej udane utwory w karierze Soler, a także duety z Malú, Miguelem Povedą i Manuelem Carrasco. Do promocji wydawnictwa została wybrana akustyczna wersja piosenki „La mala costumbre”, dedykowanej jej ojcu. Album dotarł do 9. miejsca na oficjalnej hiszpańskiej liście sprzedaży. Płyta otrzymała ponadto nominację do Latin Grammy Awards 2011 w kategorii Najlepszy album flamenco.
W październiku 2010 wyruszyła w trasę koncertową 15 años en el escenario wraz z ogólnokrajowym hiszpańskim radiem COPE, gdzie podczas koncertów wykonywała największe przeboje ze swojego repertuaru.

### 2011:Una mujer como yo
W lutym 2011 zdobyła dwie nominacje do nagrody Premios de la Música w kategorii Najlepszy album i Najlepszy album hiszpańskojęzyczny, z których obydwie nominacje zostały przyznane za album 15 años. Ostatecznie podczas gali wręczenia nagród 15. edycji Premios de la Música zwyciężyła tylko w kategorii Najlepszy album hiszpańskojęzyczny. W kwietniu tego samego roku odbyła swój pierwszy koncert w Miami. Będąc bardzo zadowolona ze spotkania z tamtejszą publicznością, postanowiła zagrać jeszcze koncerty w Portoryko i Kolumbii.
Pod koniec lipca na swoich oficjalnych profilach na portalach społecznościowych poinformowała, że jej dziewiąty album studyjny będzie nosić tytuł Una mujer como yo i zostanie wydany w październiku tego samego roku. Pierwszy singel zapowiadający płytę, „Demasiado amor” został wydany 2 września. Piosenkę stworzyli Cesar Garcia Rosado i Pablo Pinilla. Z kolei teledysk do utworu nagrywany był w Madrycie, a wyreżyserował go Daniel Etura. Singel dotarł do 23. miejsca na oficjalnej hiszpańskiej liście sprzedaży.
18 października 2011 do sprzedaży trafił jej album Una mujer como yo, na którym znalazło się dwanaście utworów. Płyta była nagrywana w Rzymie i Madrycie, a nad produkcją czuwał Pablo Pinilla. Na albumie znalazł się m.in. utwór „Vamos”, który piosenkarka skomponowała wspólnie z Malú i Vanesą Martín, czy kompozycja „Soy de ti” autorstwa Soler. Wydawnictwo ostatecznie znalazło się na 3. miejscu stu najlepiej sprzedających się płyt w Hiszpanii. Jesienią tego samego roku David Bustamante zaprosił ją do nagrania w duecie piosenki „Bandera blanca”, która ukazała się na jego płycie Mío. Na początku 2012 otrzymała nagrodę Premio Cadena Dial 2011.

### 2011–2012: Konkurs Piosenki Eurowizji 2012
21 grudnia 2011 hiszpański nadawca publiczny RTVE oficjalnie ogłosił, że Pastora Soler została wybrana wewnętrznie na reprezentantkę Hiszpanii w nadchodzącym Konkursie Piosenki Eurowizji w azerskim mieście Baku. Na początku 2012 telewizja RTVE ogłosiła, że piosenka konkursowa artystki zostanie wybrana podczas specjalnego programu w marcu. Ostatecznie do rywalizacji wybrano cztery utwory, z których dwa pochodzą z poprzedniego albumu Soler Una mujer como yo: „Tu vida es tu vida” (autorzy: Max Miona, Eleonora Giudizi i Juan María Montes) i „Me despido de ti” (autorzy: Marco Deltoni, Xerónimo Manzur i Javier Rodríguez) oraz dwie niepublikowane piosenki, „Ahora o nunca” (autor: José Abraham Martínez) i „Quédate conmigo” (autorzy: Thomas G:son, Tony Sánchez-Ohlsson i Erik Bernholm). Utwory „Tu vida es tu vida” i „Quédate conmigo” zostały wybrane bezpośrednio przez Soler i jej zespół do rywalizacji w telewizyjnej gali, natomiast piosenki „Ahora o nunca” i „Me despido de ti” zostały poddane głosowaniu internetowemu na stronie nadawcy (plebiscyt wygrała kompozycja „Ahora o nunca” z wynikiem 56,4%). 3 marca 2012, podczas specjalnego programu Eurovisión. Pastora Soler, piosenkarka wykonała wszystkie trzy utwory, które znalazły się we finale. Ostatecznie profesjonalne jury i telewidzowie w głosowaniu SMS-owym zdecydowali, że Pastora Soler w Baku zaśpiewa „Quédate conmigo”.
19 marca został przedstawiony oficjalny teledysk do piosenki. Wideo wyreżyserował Rafael Sañudo, a wystąpiła w nim sama piosenkarka, której towarzyszyło dwóch tancerzy. W teledysku można usłyszeć ostateczną wersję „Quédate conmigo”, która została dopracowana w Szwecji. 26 maja z 19. numerem startowym wystąpiła od razu w finale konkursu, dzięki przywilejowi przynależności Hiszpanii do grupy krajów tzw. „wielkiej piątki”, która ma zagwarantowane miejsce w finale. Po zaprezentowaniu utworu „Quédate conmigo” przed europejską publicznością Pastora Soler zajęła ostatecznie 10. miejsce w konkursie z 97 punktami, otrzymując najwyższe noty punktowe od widzów i jurorów z Portugalii, Izraela, Wielkiej Brytanii i Szwajcarii. Osiągnięty przez nią wynik w Baku oznaczał, że Hiszpania po raz pierwszy od 2004 znalazła się w Top 10 konkursu. Zmagania Soler na scenie w Azerbejdżanie śledziło prawie 50% telewidzów, co oznaczało, że Eurowizja 2012 była najlepiej oglądanym programem niesportowym w 2012 w Hiszpanii.
Wokół udziału artystki w finale konkursu narosły kontrowersje. Wynikały one z ujawnienia informacji o presji wywieranej na wokalistkę, która była rzekomo namawiana do zaśpiewania celowo poniżej swoich możliwości. Naciski te miały wynikać z trudnej sytuacji ekonomicznej Hiszpanii, która w razie wygranej kraju stanęłaby wobec konieczności zorganizowania konkursu u siebie. W mediach cytowano wypowiedź piosenkarki, która stwierdziła, że to „nie czas na wygraną ani dla Hiszpanii, ani dla hiszpańskiej publiczności”. Powiedziała też, że w przypadku zajęcia pierwszego miejsca zainscenizowanie takiego widowiska mogłoby się okazać niemożliwe.
Po konkursie singel „Quédate conmigo” znalazł się na 6. miejscu na oficjalnej hiszpańskiej liście sprzedaży, a także na 76. miejscu na liście w Belgii. Latem tego samego roku artystka nagrała angielską wersję utworu „Quédate conmigo”, która została zatytułowana „Stay with Me” i wydana 24 lipca. Autorem angielskiego tekstu do piosenki był Tony Sánchez-Ohlsson.

### 2013–2017:El número uno,Conóceme,20iLa calma
11 lutego 2013 wystąpiła jako gość specjalny w programie Tu cara me suena, w którym znane osoby próbują jak najdokładniej upodobnić się do danego piosenkarza. Pastora Soler w programie naśladowała Céline Dion i wykonała jej przebój „My Heart Will Go On”. 13 maja ogłoszono, że wraz z Mónicą Naranjo, Pitingo i Davidem Bustamante zasiądzie w jury drugiej edycji programu El número uno.
22 lipca wydała singel „Te despertaré”, promujący jej dziesiąty album studyjny. Piosenka trafiła na 17. miejsce na oficjalnej hiszpańskiej liście sprzedaży. 10 września ukazał się jej album Conóceme, który był nagrywany w Madrycie i Sztokholmie, a za jego produkcję odpowiadał Tony Sánchez-Ohlsson. Na płycie znalazło się jedenaście utworów, w tym „Si vuelvo a empezar” autorstwa samej piosenkarki. Wydawnictwo dotarło do 2. miejsca na liście stu najlepiej sprzedających się płyt w Hiszpanii.
11 stycznia 2014 koncertem w teatrze Gran Teatro Falla w Kadyksie rozpoczęła trasę koncertową pod nazwą Gira Conóceme, promującą płytę Conóceme. Trasa objęła nie tylko koncerty w hiszpańskich miastach, ale także występy poza granicami kraju, przy czym drugi koncert tournée odbył się w Miami. Recitale w ramach trasy koncertowej zaplanowane są do grudnia. Latem natomiast piosenkarka została prowadzącą programu Se llama copla Junior, emitowanego w telewizji Canal Sur.
9 grudnia z okazji 20-lecia swojej kariery artystycznej wydała drugi w swoim dorobku album kompilacyjny, zatytułowany 20. Wydawnictwo objęło 3 płyty CD oraz DVD, na których zostały umieszczone zarówno największe przeboje piosenkarki jak i niepublikowane wcześniej utwory, a także duety z takimi artystami jak Manuel Carrasco, Malú czy El Sueño de Morfeo. Album był notowany na 28. miejscu na hiszpańskiej liście sprzedaży.
Wokalistka zmagała się z niepokojem i tremą. Zemdlała na scenie podczas koncertu w Sewilli. W grudniu artystka z przyczyn zdrowotnych zawiesiła swoją karierę artystyczną.
Na początku 2015 roku na antenie hiszpańskiej telewizji publicznej TVE został wyemitowany program Hit – la canción z udziałem piosenkarki. Podczas programu wokalistka wykonała premierowy utwór „Un ratito más”, który powstał na potrzeby show. W lutym kompozycja trafiła do sprzedaży cyfrowej.
W maju Pastora Soler była jednym z członków hiszpańskiej komisji jurorskiej podczas 60. Konkursu Piosenki Eurowizji.
15 września 2017 ukazał się jedenasty album studyjny artystki zatytułowany La calma. Materiał umieszczony na płycie składa się z 11 kompozycji. Album zadebiutował na 1. miejscu listy stu najlepiej sprzedających się albumów w Hiszpanii. Data wypuszczenia albumu na rynek nie była przypadkowa. Pojawił się on w dniu drugich urodzin córki artystki.

### od 2019:Sentir,La Voz SenioriMask Singer
W październiku 2019 roku wydała swój dwunasty album studyjny, Sentir. Ogłoszono również, że artystka została jedną z trenerek programu La Voz Senior. W 2020 roku brała też udział w programie Mask Singer: Adivina quién canta, hiszpańskiej wersji programu The Masked Singer, w którym wcieliła się w rolę pawia (Pavo Real).

## Życie prywatne
17 października 2009 w rodzinnym mieście Coria del Río wzięła ślub z choreografem Francisem Viñolo, po pięciu latach związku. 15 września 2015 przyszła na świat ich córka – Estrella. 28 stycznia 2020 artystka urodziła drugą córkę, Vegę.
5 września 2012 została uhonorowana przez władze miasta Nerja mianem Honorowej turystki 2012 tamtejszej miejscowości.

## Dyskografia
- Nuestras coplas (1994, Polygram)
- El mundo que soñé (1996, Polygram)
- Fuente de luna (1999, Emi-Odeón)
- Corazón congelado (2001, Emi-Odeón)
- Deseo (2002, Emi-Odeón)
- Pastora Soler (2005, Warner Music Spain)
- Toda mi verdad (2007, Warner Music Spain)
- Bendita locura (2009, Warner Music Spain)
- Una mujer como yo (2011, Warner Music Spain)
- Conóceme (2013, Warner Music Spain)
- La calma (2017, Warner Music Spain)
- Sentir (2019)